# Comitagiu
Termenul de comitagiu (pl. comitagii), în bulgară Комити, a desemnat în secolul al XIX-lea și în o bună parte a celui al XX-lea pe insurgenții bulgari care, invocând rațiuni patriotice, au fost activi în diferite acțiuni cu caracter paramilitar împotriva acelora pe care ei îi considerau dușmani ai națiunii bulgare.
După alipirea Cadrilaterului la România, bande de comitagii treceau adesea frontiera în România dedându-se la acte de sabotaj, incendieri, incitare, agresiuni și atentate la adresa armatei și administrației române, cât și la adresa coloniștilor români de aici (aromâni, mocani mărgineni, români timoceni etc.), uneori comițând carnagii și alte atrocități.
Comitagiii au fost membri ai unei societăți secrete bulgare panslaviste numită Ohrana (sau Uhrana), activă în Macedonia Egee în timpul celui de-al Doilea Război Mondial.
Uneori, locuitorii bulgari din Dobrogea interbelică au pactizat cu comitagiii infiltrați din Bulgaria. Astfel, în satul Cișmea, locuitorii bulgari, înarmați cu arme și atacând din tranșee, au deschis focul asupra detașamentului de jandarmi aflat sub comanda sublocotenentului Tudoran Constantin, însă fără a produce pierderi. De la reorganizarea Jandarmeriei, după Primul Război Mondial, în sudul Dobrogei, în lupta cu comitagiii bulgari veniți peste graniță, au căzut la datorie 18 jandarmi (trei plutonieri, un sergent, trei caporali și 11 soldați).